# 天马山
天马山，古称「干山」，位于中國上海市松江区佘山镇，离佘山西南5公里，距松江城区11公里。天马山山林面积1433亩，海拔高度98.2米，其山頂是上海陸地區域的最高點，現整座山被劃為佘山國家森林公園天馬山園，進入此山還須購買門票。山上有兩座寺庙，其中规模最大的為圆智教寺，該寺北側有因傾斜達7度而聞名的護珠塔。
天馬山與周邊的小昆山、横山、机山、辰山、佘山（包括西佘山和東佘山）、薛山、厍公山和鳳凰山被合稱為雲間九峰或松江九峰，上海市轄區內為數不多自然形成的山也大多位於此區域內，天馬山也是這些山之中，高度最高，山林面積最大的一座。

## 歷史
天马山古称干山，传说是春秋吴国干将铸剑于此而得名。

## 照片集

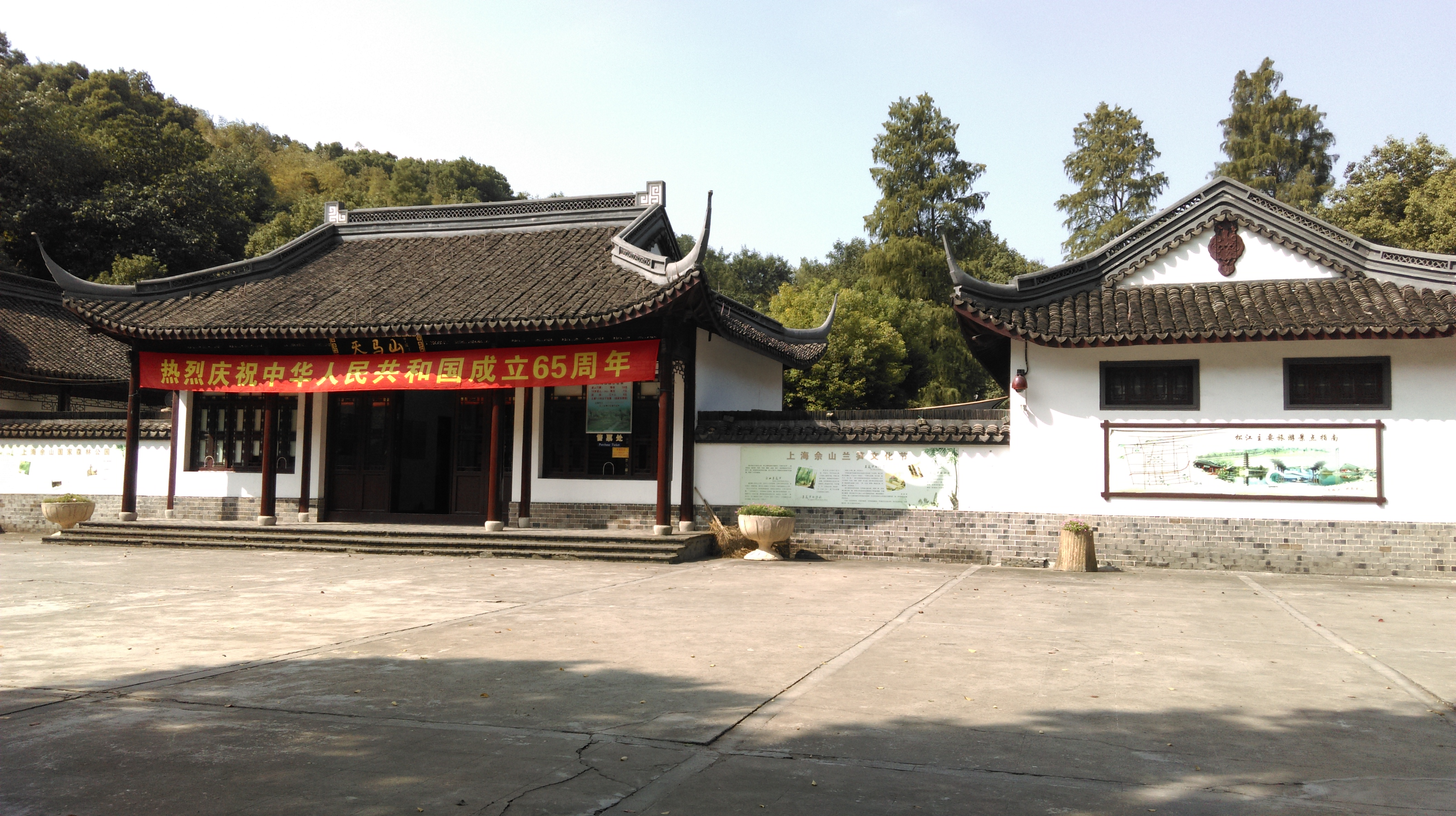
天馬山園東門
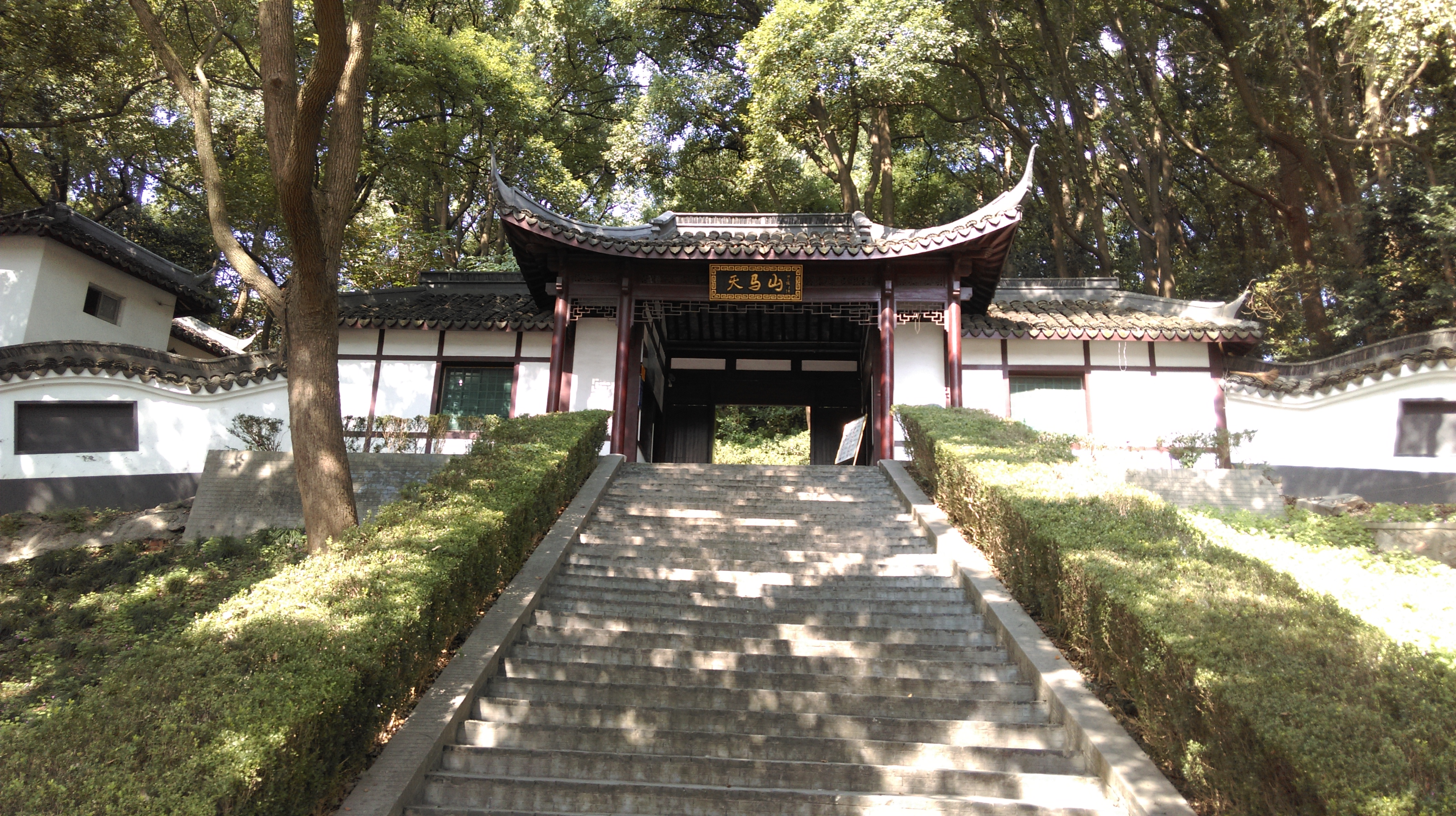
天馬山園西門
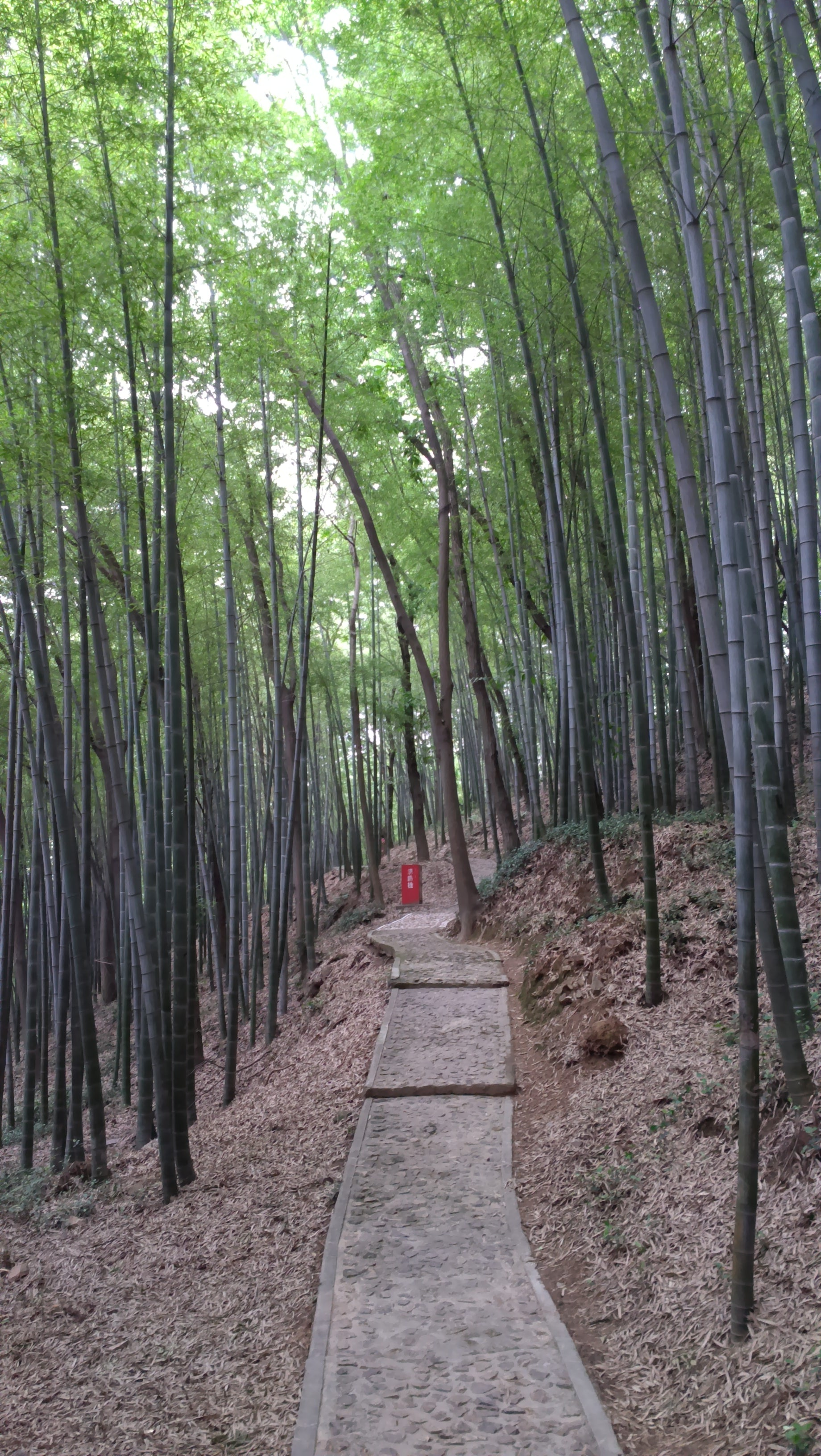
天馬山上的竹林
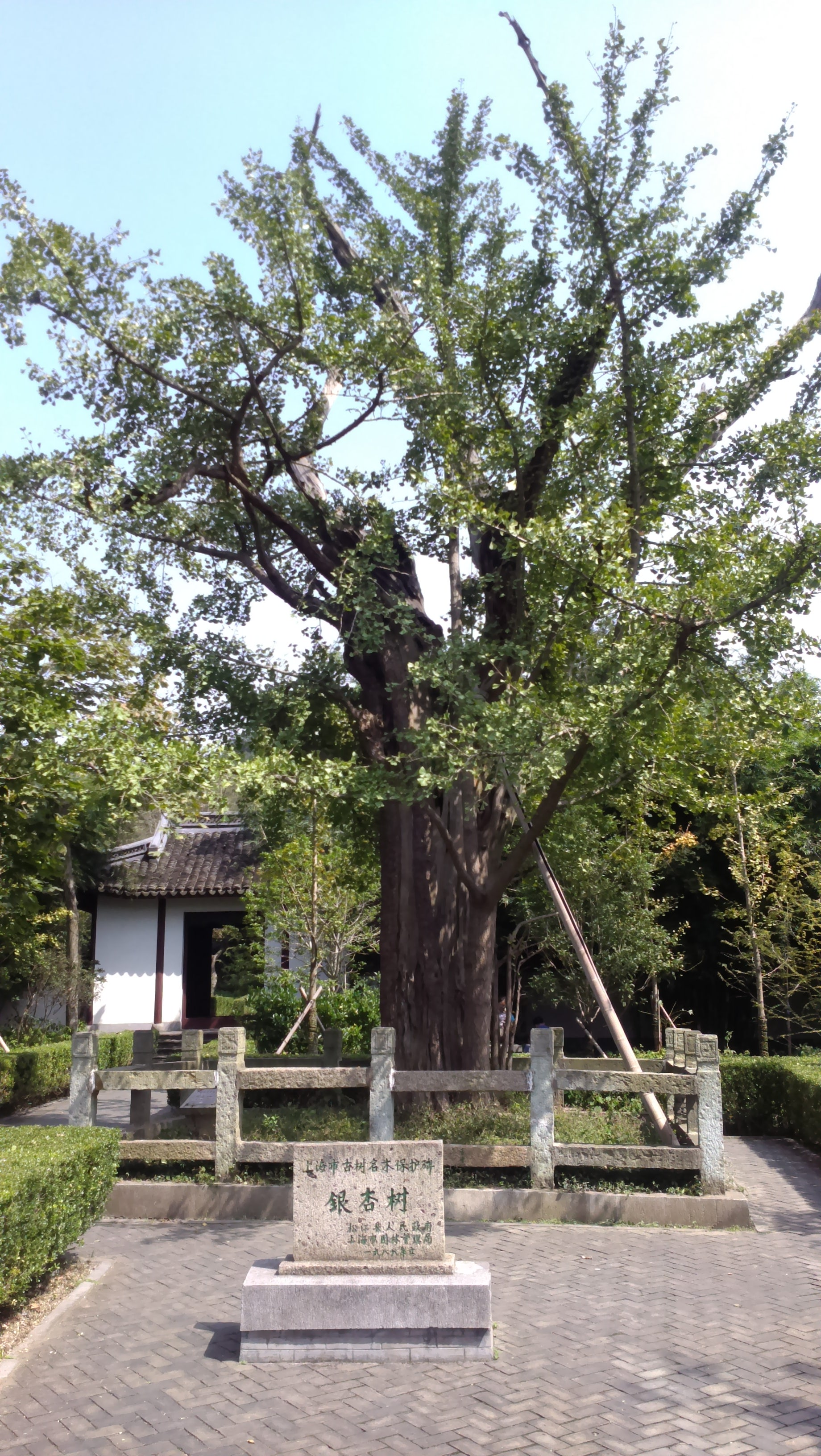
天馬山上的老銀杏樹